# Husova (Brno)
Husova je ulice nacházející se v centru Brna. Leží v městské čtvrti Brno-město přináležící k městské části Brno-střed. Ulice vedoucí v místech bývalých brněnských hradeb tvoří západní hranici historického centra města. Po zbourání městských hradeb se nově vytvořená severo-jižně orientovaná ulice stala součástí vytvářené Okružní třídy. Na severním konci Husova ulice ústí na Komenského náměstí, na jižním pak tvoří křižovatku s ulicí Nádražní. Jelikož tudy vede tramvajová linka spojující železniční nádraží s Českou, jedná se o významnou komunikaci zajišťující dopravu v centru Brna. V rámci výstavby brněnské okružní třídy zde bylo od druhé poloviny 19. století vybudováno několik významných veřejných budov, jako například Besední dům nebo Pražákův palác.

## Pojmenování
Nejstarší, jižní část dnešní Husovy ulice vinoucí se okolo Petrova byla od 17. století kvůli křížové cestě, která se zde nacházela, známá jako Calvarienweg nebo Calvariengasse tedy Kalvárie či Pod Kalvárií. Po vystavění ulice v místě původních hradeb vznikla nová ulice pojmenovaná v roce 1854 podle císařovny Alžběty jako Elisabethstrasse čili Alžbětina třída. Kromě Alžbětiny třídy a Kalvárie však v místech, kde dnes ústí Husova na Nádražní existovala i tzv. Felsgasse, tedy ulice Skalní. V roce 1918 byla Alžbětina třída podle kazatele Jana Husa přejmenována na Husovu třídu. Po vzniku Protektorátu Čechy a Morava byla Husstrasse podle nacisty Horsta Wessela pojmenována jako Horst-Wessel-Strasse. V roce 1945, kdy už byly všechny původní ulice propojeny, byl celé ulici vrácen dnešní název Husova.

## Historie

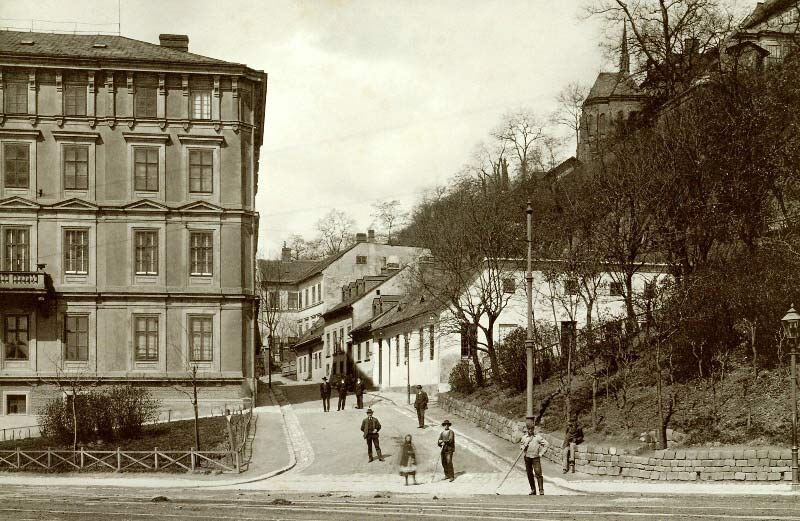
Bývalá Skalní ulice nacházející se pod Petrovem fotografovaná v roce 1907. Dnes v tomto místě ústí Husova na ulici Nádražní.

V prostoru dnešní Husovy ulice stály od 13. století městské hradby oddělující na západě středověké Brno od hradu Špilberk. První známou ulicí v těchto místech byla Calvarienweg lemovaná křížovou cestou, která vedla od úpatí k vrcholu petrovského návrší.
 V průběhu 50. a 60. let 19. století došlo k zbourání zbytku hradeb a v prostoru na západ od centra města vznikla reprezentativní Alžbětina třída. U této ulice pak byly po vzoru vídeňské Ringstraße vystavěny honosné budovy jako například Besední dům či Pražákův palác, jejichž autory byl architekt Theophil von Hansen, tehdejší Městský dvůr (dnešní Hotel Barceló Brno Palace) nebo Uměleckoprůmyslové muzeum postavené dle návrhu Johanna Georga Schöna. Tehdejší Alžbětinu třídu ze severu uzavřel Kristův evangelický chrám navržený architektem Heinrichem von Ferstelem, který byl dokončen v roce 1867. Vedle Alžbětiny třídy existovala v jižní části dnešní Husovy i ulička Skalní (Felsgasse).
 Po vzniku Československé republiky byla Alžbětina třída přejmenována na Husovu. K prodloužení Husovy ulice a zahájení provozu tramvajové linky mezi ulicí Pekařskou a Komenského náměstím došlo na počátku 40. let. V roce 1943 pak došlo k propojení Husovy a Nádražní ulice, čímž byl dokončen okruh okolo historického centra města.
 V roce 1962 byl na Husově ulici mezi Pražákovým palácem a Uměleckoprůmyslovým muzeem vybudován Hotel International.

## Významné budovy a instituce
- Hotel Barceló Brno Palace
- Magistrát města Brna
- Krajský soud v Brně
- Hotel International
- Pražákův palác
- Uměleckoprůmyslové muzeum
- Besední dům
- Střední škola umění a designu a Vyšší odborná škola Brno

## Galerie

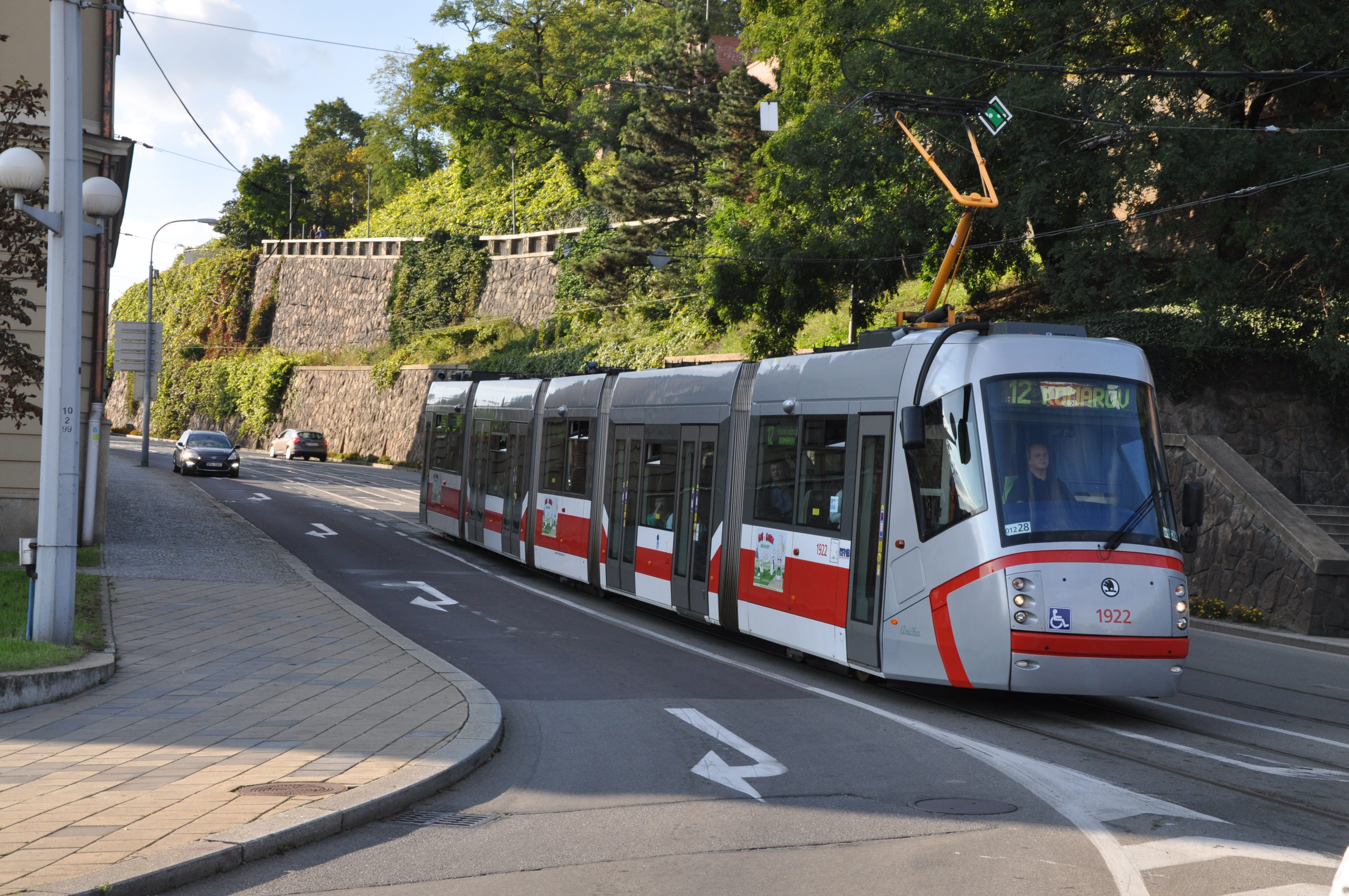
Tramvaj na křižovatce Husovy a Nádražní
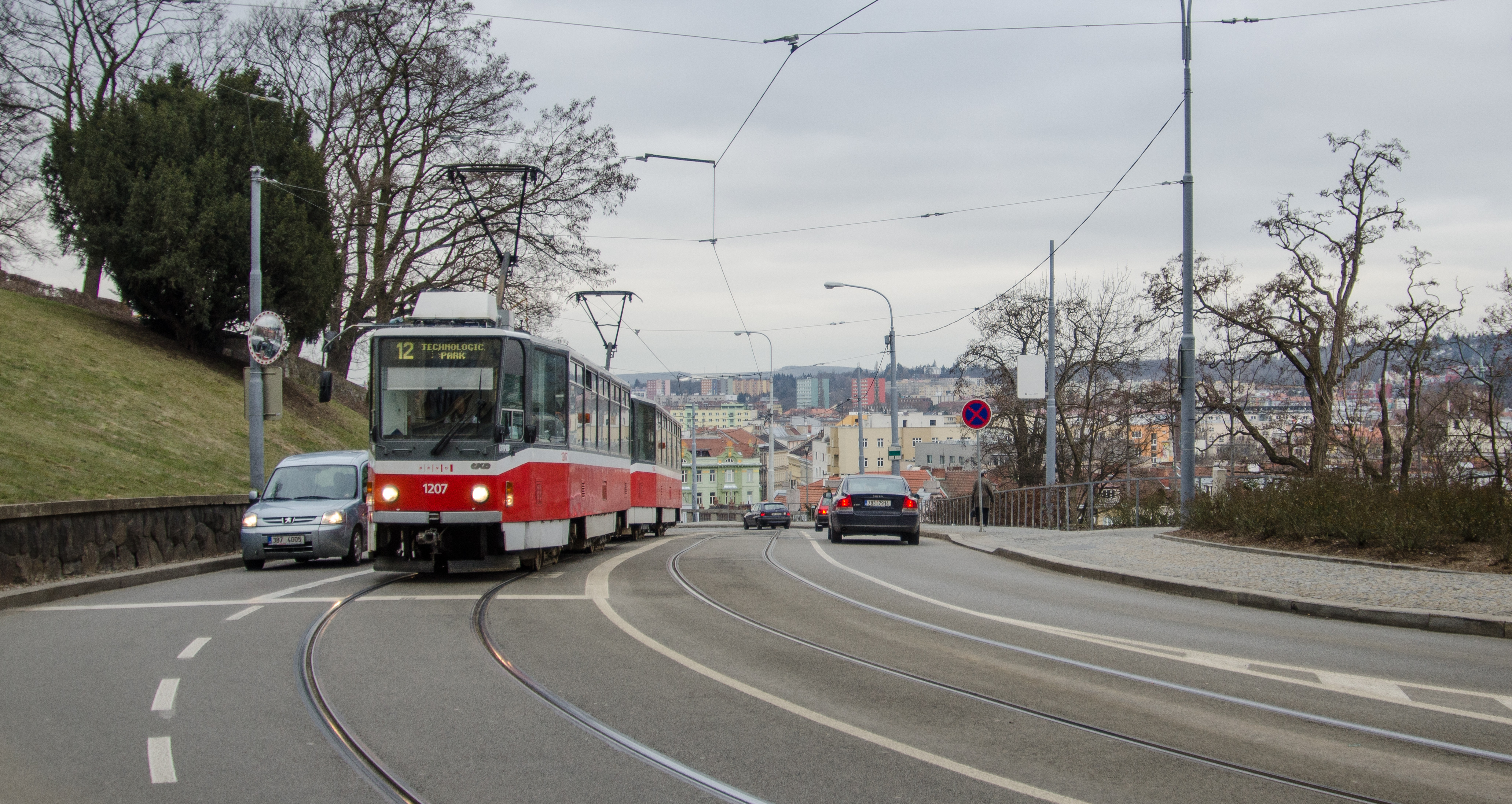
Husova ulice míjející Denisovy sady
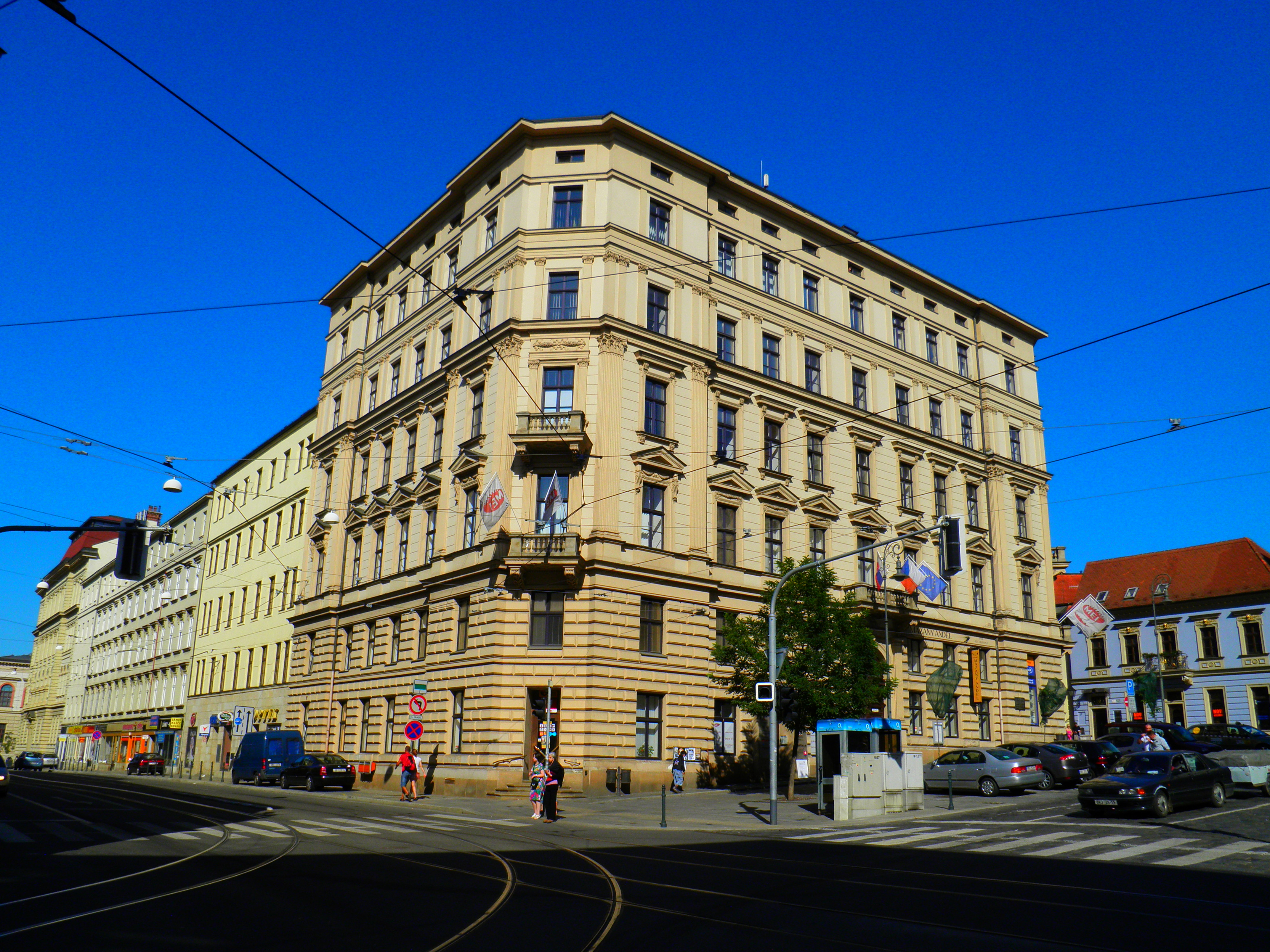
Budova na rohu ulice Husovy a Šilingrova náměstí
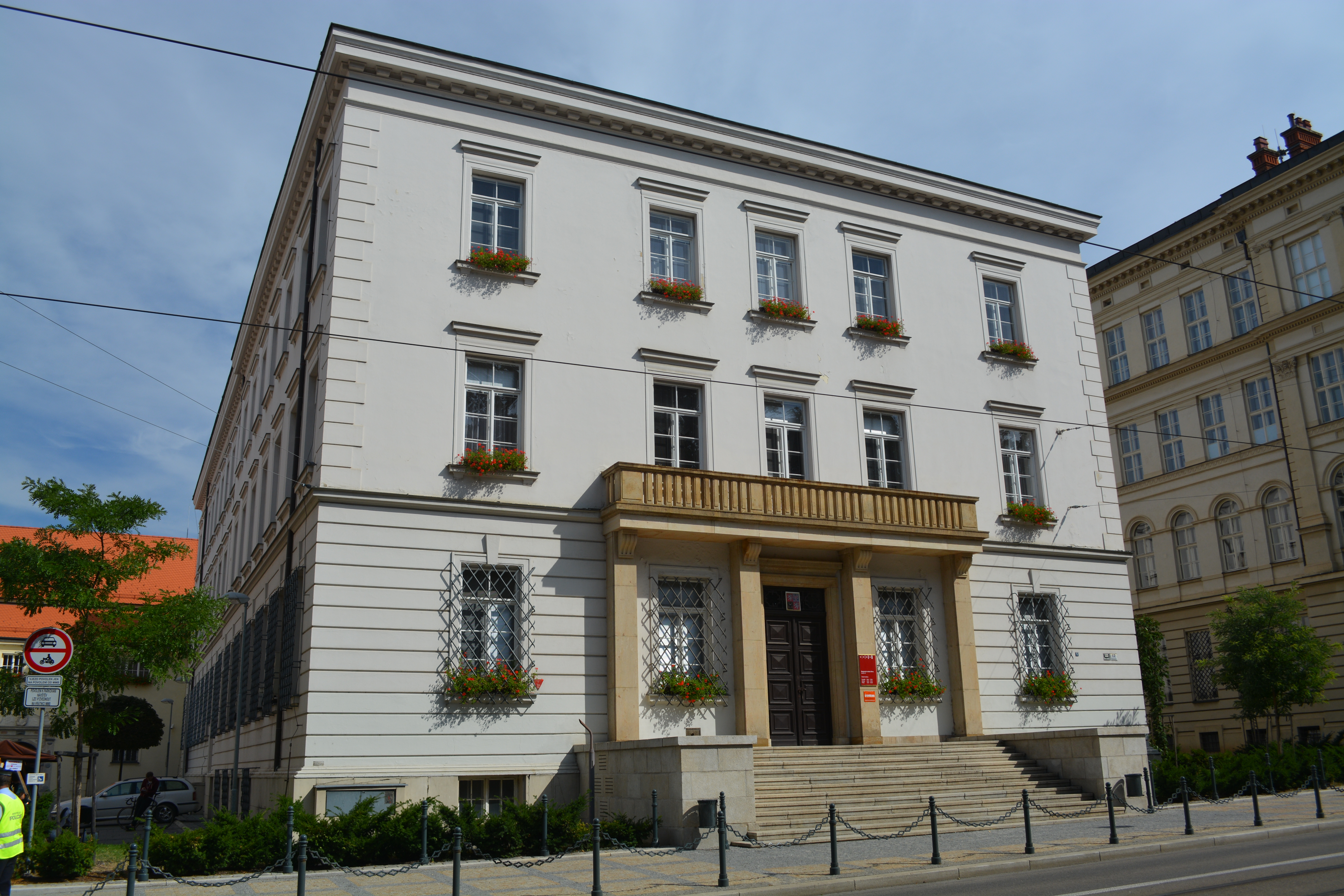
Budova magistrátu na adrese Husova 196/12
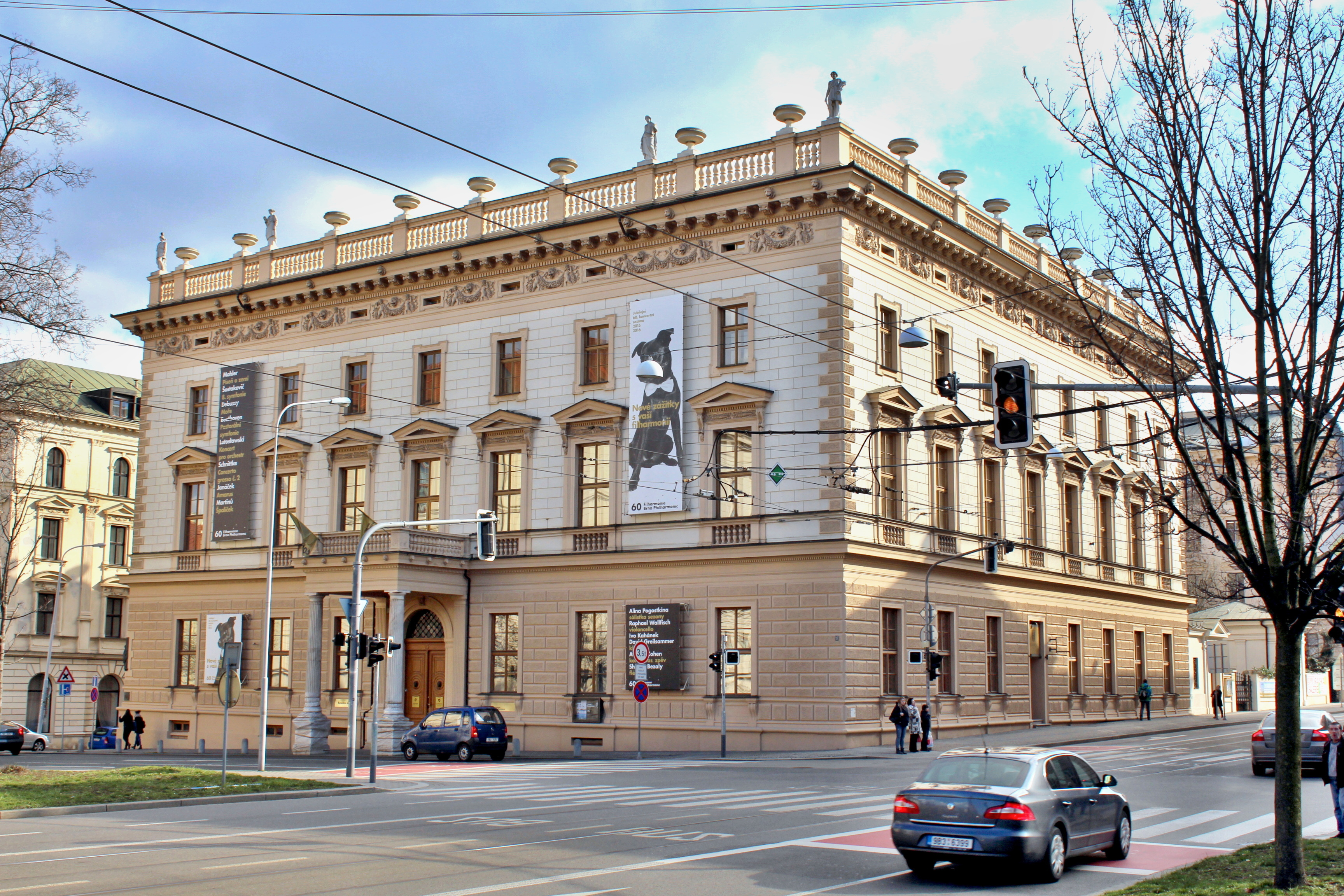
Besední dům
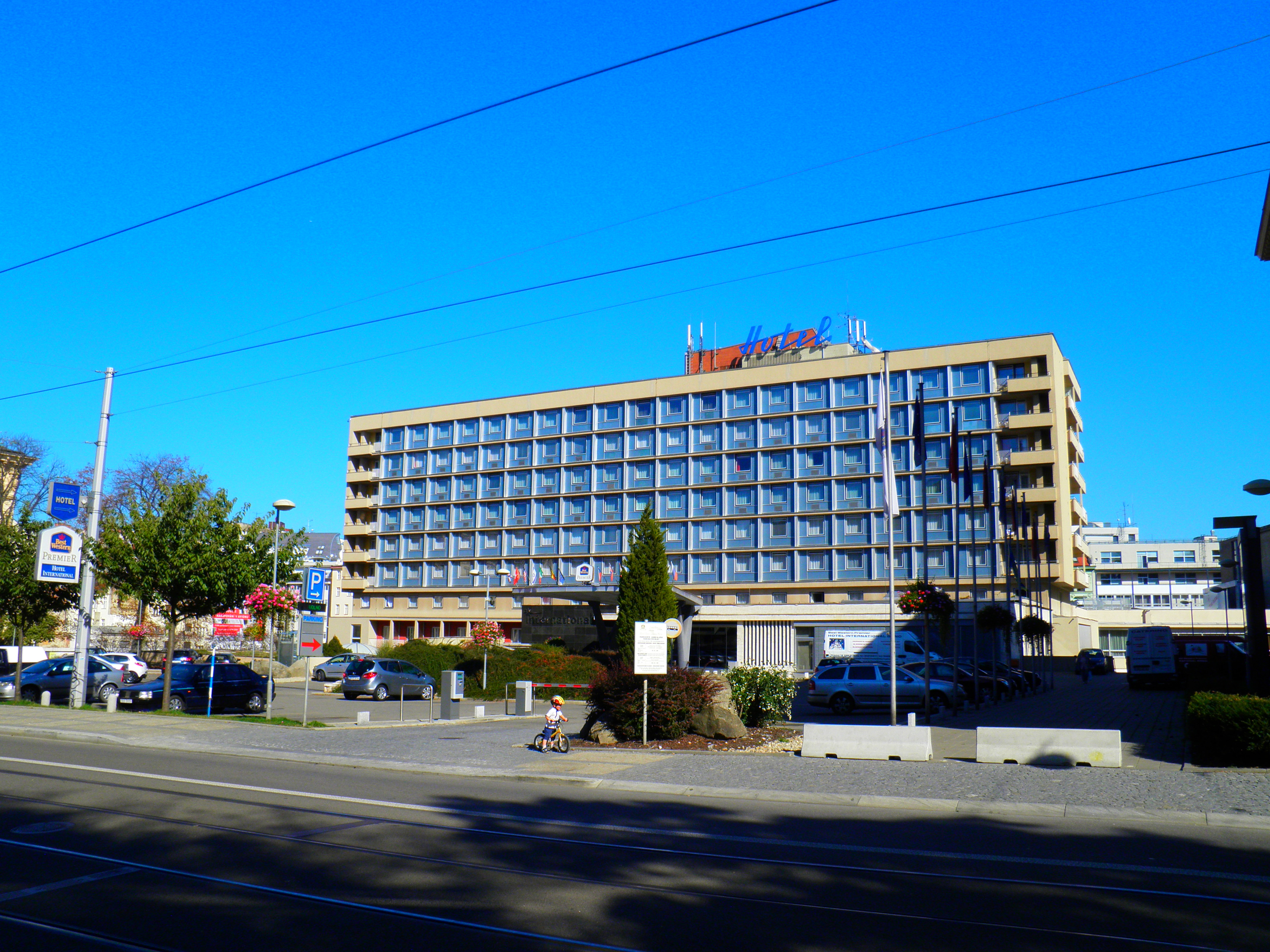
Hotel International
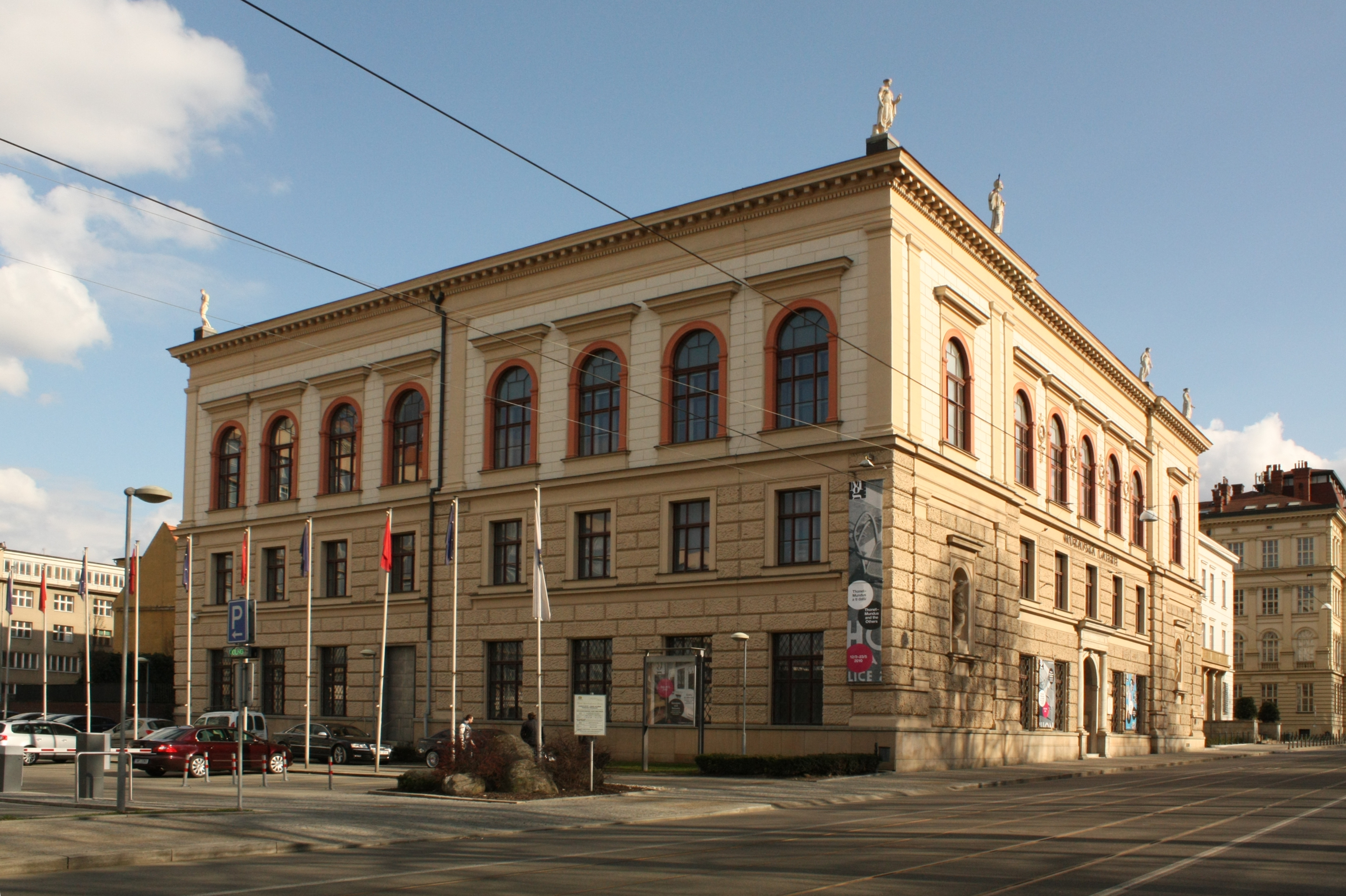
Uměleckoprůmyslové muzeum
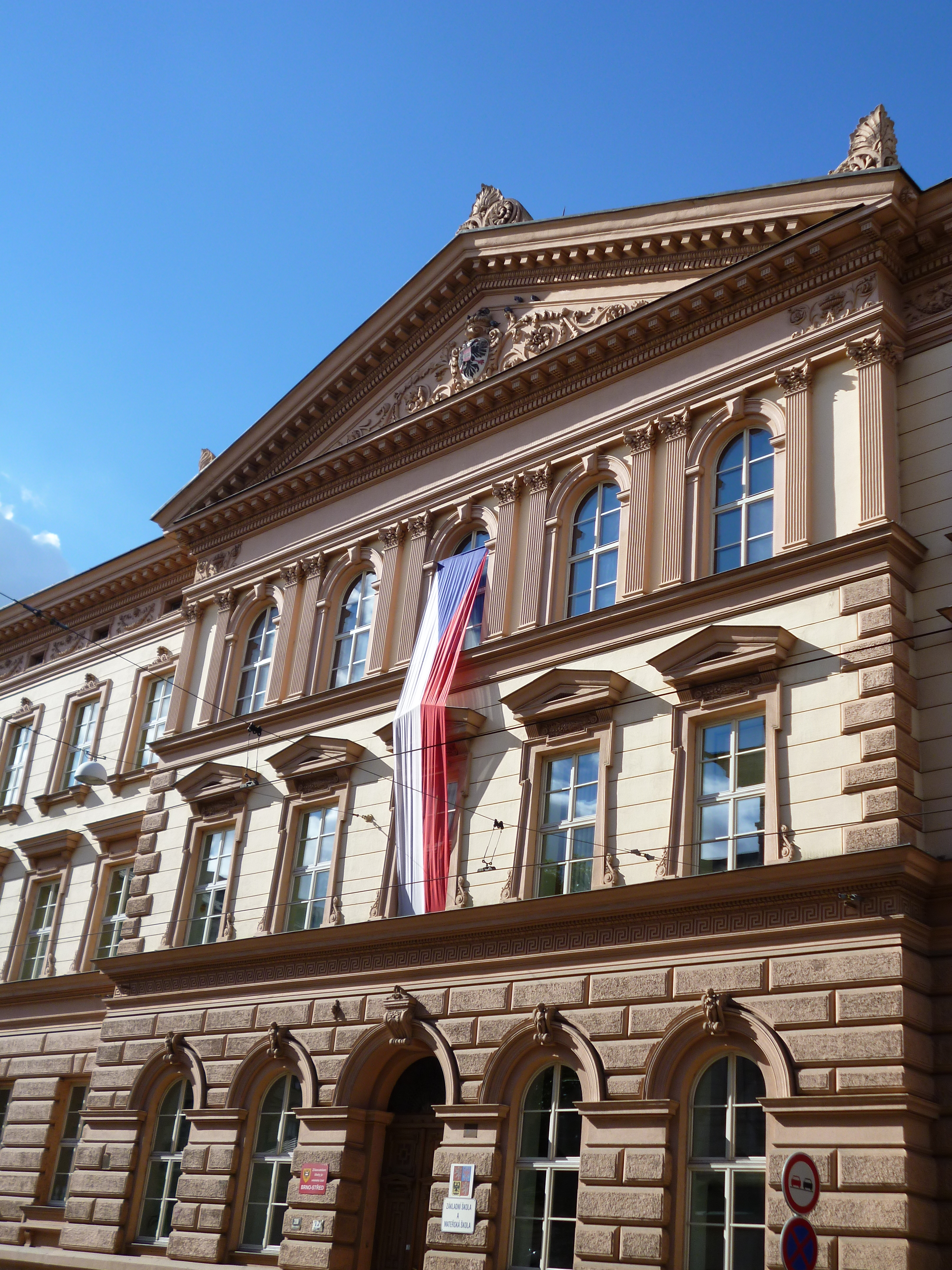
Základní a mateřská škola Husova
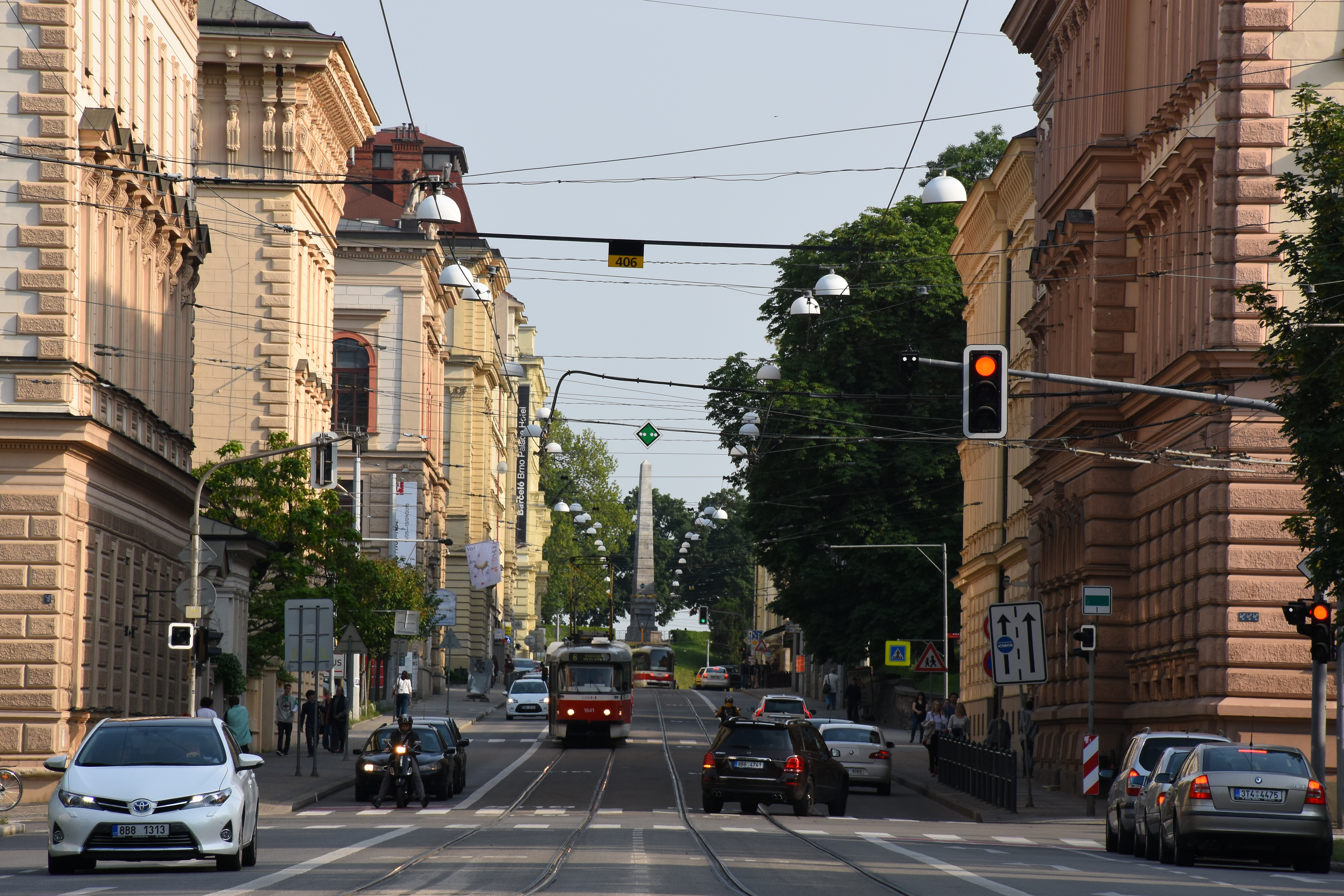
Pohled na Husovu ulici od Červeného kostela